# Julia Goss
Julia Goss (Baillieston, 1946 – 5 agosto 2023) è stata un soprano scozzese, nota soprattutto come interprete di musical e operette.

## Biografia
Mentre studiava al Tinity College Music di Londra fu assunta dalla D'Oyly Carte Opera Company nel 1967 e cominciò a cantare da corista nelle operette di Gilbert & Sullivan, tra cui The Pirates of Penzance, Princess Ida, The Yeomen of the Guard e The Gondoliers. Nel 1969, quando la prima donna della compagnia lasciò il cast, Goss divenne il primo soprano e interpretò una gamma di roli principali tra cui Mabel in The Pirates of Penzance, Yum Yum ne Il Mikado, Lady Ella in Patience, Rose in Ruddigore, Aline in The Sorcerer e Josephone in H.M.S. Pinafore. Nei suoi anni con la compagnia cantò anche in diversi oratori e concerti, tra cui Passione secondo Giovanni di Bach all'Queen Elizabeth Hall nel 1970. Nel 1976 debuttò a Broadway con I Pirati di Penzance.
Goss lasciò la compagnia D'Oyly Carte nel 1979 e si unì alla compagnia operistica dell'Old Vic per un anno: in questi mesi interpretà Michaela in Carmen, la contessa ne Le nozze di Figaro, Norina in Don Pasquale e Margherita nel Faust. Al termine della stagione cominciò a recitare nei musical del West End, tra cui: Al cavallino bianco, Fiddler on the Roof, The Boy Friend, The Phantom of the Opera (1991-1992), Kiss of the Spider Woman (1993), The Sound of Music (1997), Sweeney Todd (2000), La bella e la bestia (2001) e Follies (2002).